# ジョージ・ローランド
ジョージ・ミラー・ローランド（George Miller Roland、1859年12月11日 - 1941年3月13日）は、アメリカン・ボードの宣教師である。
米国ニューヨーク州北部の酪農家に生まれる。1883年にミドルベリー大学を卒業、1886年にハートフォード神学校を卒業し、同年6月25日にアンネッテ・ヘレン・グリッチと結婚する。
1886年（明治19年）10月20日にアメリカン・ボードの宣教師として、来日して最初に仙台で活動を始める。次に岡山、鳥取に活動を移す。1888年から1896年まで鳥取に滞在して、鳥取教会、倉吉教会の設立に尽力する。
1896年12月より、北海道巡回を始める。札幌組合基督教会（現・日本基督教団札幌北光教会）を拠点に、日高、十勝、天塩などを巡回する。1904年、母校のミドルベリー大学より名誉神学博士 (D.D.) 号が贈られる。
1912年にヘンデルの『メサイア』の「ハレルヤ・コーラス」を上演する。1921年にはピルグリム・ファーザーズを題材にしたミュージカル『冒険の船』を上演する。
1925年、アメリカン・ボードが東京に大使級の宣教師を配置するためミッションによって招聘され、日本基督教連盟の協力主事に任命される。
1929年に引退し、その年の10月にボストン郊外のオーバンデールで余生を過ごし、1941年に他界する。